# Альянцштадіон
«Альянцштадіон» або «Вестштадіон» (нім. Allianz Stadion, Weststadion) — футбольний стадіон у місті Відень, Австрія, домашня арена ФК «Рапід». 

## Історія
Стадіон побудований 2014 року та відкритий 2016 року на місці старого стадіону «Рапіда» «Герхард Ганаппі».  Стадіон розташований перпендикулярно відносно знесеної арени. Орієнтованість арен з різницею у 90° дозволила відтермінувати закриття старого стадіону. Коли роботи зі спорудження «Альянцштадіона» були практично завершені, лише тоді «Герхард Ганаппі» був закритий та демонтований. На місці старої арени було споруджено конструкції нової, які завершили запроєктований архітектурний ансамбль. За подібною схемою здійснювалося спорудження нового стадіону «Тоттенгема» на місці арени «Вайт Гарт Лейн» у Лондоні.
Стадіон є сучасною футбольною ареною з усією стадіонною інфраструктурою, зокрема накритими трибунами, полем із системою підігріву, сучасною системою освітлення та підтрибунними приміщеннями. Місця на арені поділені на категорії. Є місця для глядачів на інвалідних візках та VIP-зона. 
Назва «Альянцштадіон» пов'язана зі спонсорським контрактом, укладеним зі страховою компанією «Allianz Gruppe in Österreich», підрозділом німецької фінансової корпорації «Allianz», іменем якої названа мюнхенська «Альянц Арена». Під час міжнародних матчів і турнірів арена виступає під назвою «Вестштадіон».
На арені встановлена сучасна система LED-освітлення, яка розміщена по периметру під дахом трибун. Поблизу стадіону стоїть освітлювальна щогла від старої арени, яка нині не виконує жодних функцій, а залишена як пам'ятний символ про легендарний стадіон «Герхард Ганаппі».